# 佐竹義純
佐竹 義純（さたけ よしずみ）は、江戸時代後期の大名。出羽国岩崎藩の第6代藩主。佐竹壱岐守家6代当主。官位は従五位下・壱岐守。

## 略歴
佐竹義恭（よしゆき、第3代藩主・佐竹義忠の長男）の長男。一門・佐竹義術の正室となった兄弟（姉または妹）がいる。幼名は政之助。
後継者に恵まれなかった第5代藩主・佐竹義知の養子になり、文政4年（1821年）9月16日に義知の死去により家督を相続した。同年9月23日、11代将軍・徳川家斉に御目見する。同年12月16日、従五位下・壱岐守に叙任する。若年の本家当主（久保田藩主）佐竹義厚を補佐した。嘉永2年（1849年）10月26日、養嗣子の義核に家督を譲って隠居した。
安政3年（1856年）11月26日、死去した。享年55。法号は義純仁沢。墓所は東京都板橋区小豆沢の総泉寺。

## 系譜
父母
- 佐竹義恭（実父）
- 中川氏 - 側室（実母）
- 佐竹義知（養父）

正室
- 貞 - 佐竹義知の三女

子女
- 多喜（長女） - 佐竹義核正室、生母は貞

養子
- 佐竹義核（義堯） - 相馬益胤の三男